# Corinne Sempé
Pour les articles homonymes, voir Sempé (homonymie).
Corinne Sempé, née le 25 juillet 1970, est une coureuse cycliste française spécialiste de cyclo-cross.

## Palmarès en cyclo-cross
- 2000-2001
  - 3e de la coupe de France
- 2001-2002
  - 3e du championnat de France
  - 3e de la coupe de France
- 2002-2003
  - 3e de la coupe de France
- 2003-2004
  - 3e du championnat de France
  - 8e du Championnat du monde
- 2004-2005
  - 3e du championnat de France

## Palmarès sur route
- 2000
  - Trophée féminin du Crédit Immobilier de France (Cdf)
  - 2e du chrono des Herbiers féminin